# Laura Berschuck
Laura Berschuck (* 18. März 1993 in Aurich) ist eine deutsche Schauspielerin.

## Leben
Laura Berschuck stand erstmals im Alter von acht Jahren für die Trickboxx bei KIKA vor der Kamera. Dem breiten Publikum wurde sie schließlich mit dem Film Stella und der Stern des Orients, in dem sie die Rolle der Stella spielte, bekannt.

## Filmografie
- 2001: Trickboxx (Fernsehserie)
- 2006: Der Untergang der Pamir
- 2007: Stella und der Stern des Orients